# Klassiska podden

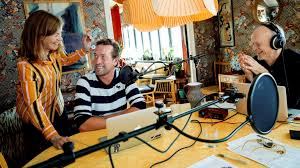

Klassiska podden är ett poddradioprogram om klassisk musik. Klassiska podden omfattar 70 episoder och är producerade för Sveriges Radio P2. Programledare är musikkritikern Camilla Lundberg och kulturjournalisten/teveproducenten Carl Tofft. Varje episod tar upp en eller flera kompositörer utifrån en rad olika perspektiv; mest intressanta verk, biografi, kulturhistorisk kontext samt ett antal mer eller mindre mustiga anekdoter. Syftet är att levandegöra och förmänskliga personerna bakom den klassiska musiken i deras sociala och kulturella kontext samt bjuda på smakprov ur deras repertoar. I varje avsnitt görs ett "underbarnstest" och paralleller dras till samtida populärkulturella fenomen inom t ex film, pop- och rockmusik och dataspel. 
Producent för Klassiska podden är Anders Olsén och produktionsbolaget Ogjort.
Klassiska podden har bland annat uppmärksammats av tidningen Opus och Dagens Nyheter  och spelats in live på Nordiska museet (Sibelius) och Berwaldhallen (Stenhammar).

## Samtliga podd-avsnitt
- Klassiska podden[1] (2016) Strauss, Händel, Stravinsky, Mozart, Brahms, Britten, Schumann, Sjostakovitj, Beethoven, Wagner.
- Klassiska podden[1] (2017) Tegnér, Ravel, Vivaldi, Berlioz, Larsson, Schubert, Bartók, Chopin, Boulanger, Bach, Sibelius.
- Klassiska podden[1] (2018) Sibelius (live), Mahler, Prokofjev, Verdi, Haydn, Tjajkovskij, Mendelssohn, Dvorak, Bingen, Berwald.
- Klassiska podden[1] (2019) Rachmaninov, Monteverdi, Liszt, Puccini, Roman, Cage, Beach, Debussy, Smythe, Grieg.
- Klassiska podden[1] (2020) Bruckner, Stenhammar (live), Rossini, Poulenc, Viardot, Purcell, Nielsen, Sandström, Elgar, de la Guerre.
- Klassiska podden[1] (2021) Janacek, Gershwin, Pettersson, Schönberg, Saint-Saëns, Gluck, Satie, Musorgskij, Messiaen, Crawford.
- Klassiska podden [1] (2022) Donizetti, Alfvén, Andrée, Offenbach & Straussfamiljen, Holmés & Franck, Rameau, Ligeti, Bernstein, Telemann, Piazzolla.